# Verlag Rockstuhl

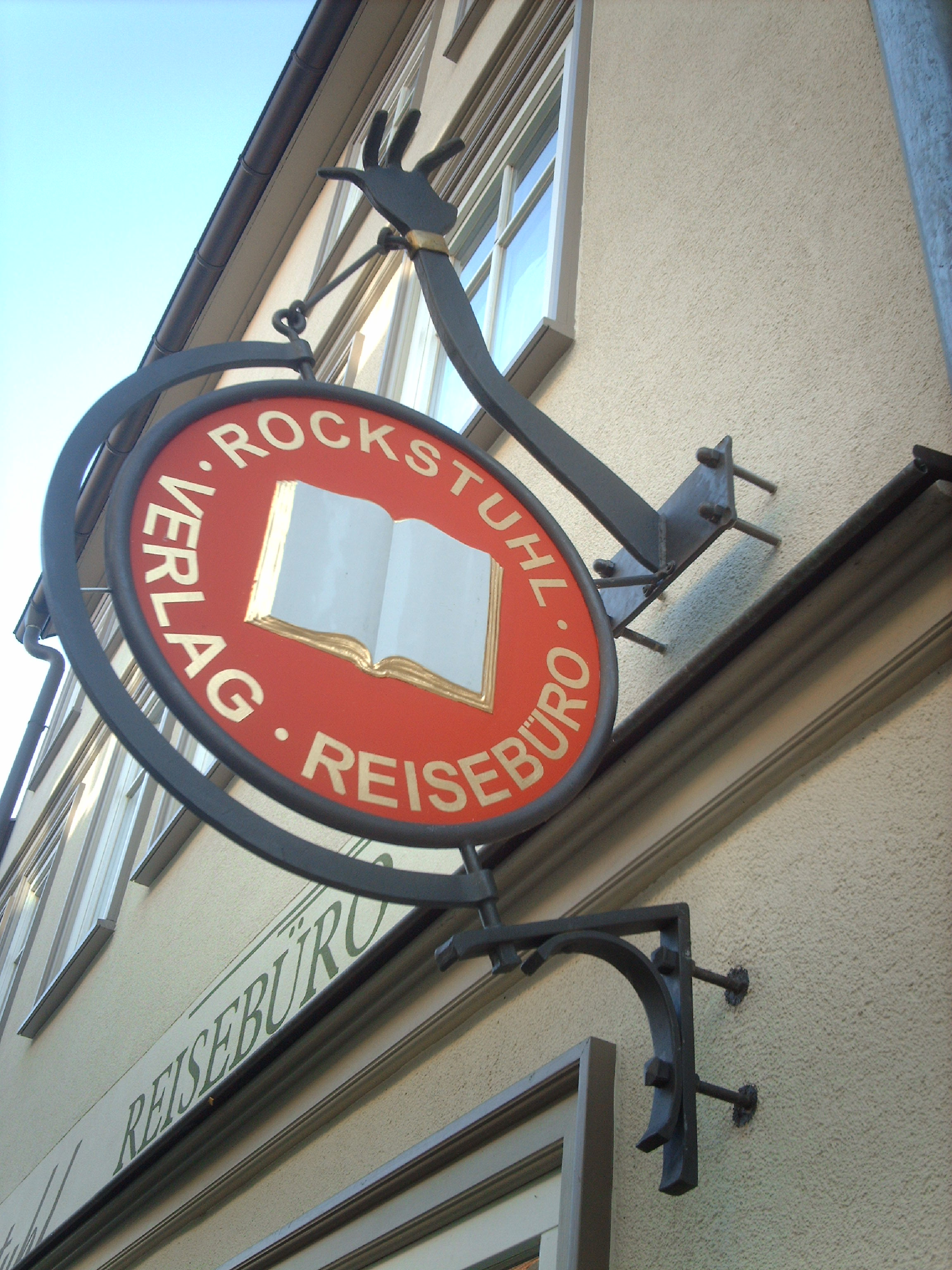
Verlagssitz in Bad Langensalza, mit Logo

Der Verlag Rockstuhl (Bad Langensalza) hat sich auf wissenschaftliche Literatur, Regionalliteratur aus Thüringen, militärhistorische Schriften,  Bücher über den Nationalpark Hainich und seinen Baumkronenpfad sowie auf Kochbücher, Wanderführer und den Nachdruck historischer Landkarten spezialisiert.
Der Verlag wurde im Jahr 1990 durch Harald Rockstuhl gegründet und ist Mitglied des Börsenvereins des Deutschen Buchhandels e. V. Seit seiner Gründung veröffentlichte der Verlag Rockstuhl weit über 2000 Buchtitel und Landkarten.

## Autoren (Auswahl)
- Dieter Fechner
- Günter Fromm
- Norbert Klaus Fuchs
- Roland Geißler
- Hannalore Gewalt
- Horst Gundlach
- Gerhard Günther
- Walter Karmrodt
- Peter König
- Rainer Lämmerhirt
- Frank Löser
- Manfred Lückert
- Werner Mägdefrau
- Jürgen Möller
- Harald Rockstuhl
- Werner Rockstuhl
- Frank Störzner